# Mark B. Robbins
Mark Blair Robbins (* 16. März 1954 in Missouri) ist ein US-amerikanischer Ornithologe, Evolutionsbiologe und Naturschützer.

## Leben
Robbins war Sammlungsmanager von zwei großen ornithologischen Sammlungen. Ab 1982 war er an der Academy of Natural Sciences in Philadelphia, und seit 1993 ist er am Biodiversitätsinstitut der University of Kansas tätig. 
Während seiner Karriere hat Robbins mehr als 40 wissenschaftliche Expeditionen geleitet oder war daran beteiligt. Gleichzeitig hat er fast 3000 Lautäußerungen von Vögeln für die Macaulay Library of Natural Sounds aufgezeichnet.
Seine Forschungsschwerpunkte liegen in der Evolution, der Biogeographie und der Erhaltung der neotropischen Vögel. Er hat auch ein besonderes Interesse an den Vögeln des mittleren Westens der Vereinigten Staaten, worüber er 1992 das Buch Birds of Missouri: Their Distribution and Abundance veröffentlichte. Seine Forschungen reichten von der sozialen Organisation der Schnurrvögel (Pipridae), über die Beziehung innerhalb der Pampazaunkönige (Cistothorus platensis), der Spechte (insbesondere die Gattungen Picumnus und Celeus) und Mückenfänger (Polioptilidae) bis zur Systematik der Sperlingskäuze (Glaucidium). In einem Zeitraum von 20 Jahren hat er in den gesamten Neotropen, insbesondere in Südamerika, biologische Inventarisierung betrieben. Die erstellten Verzeichnisse haben die Verbreitung und den Status vieler wenig bekannter Arten aufgezeigt und wurden zur Abgrenzung von vorrangigen Gebieten für die Erhaltung der biologischen Vielfalt verwendet. Robbins hat Verhaltens- und morphologische Daten aus diesen Erhebungen verwendet, um die Taxonomie auf Alpha-Ebene in einer Reihe von Gruppen zu klären, wobei einige neue Arten beschrieben wurden. Hinsichtlich seiner Naturschutzarbeit dokumentierte er den Rückgang der Hochgras-Prärie-Avifauna infolge der negativen Praktiken in der Landwirtschaft.
Robbins gehört zu den Erstbeschreibern des Orcessittichs (Pyrrhura orcesi), der Kastanienbauchkotinga (Doliornis remseni), des Parkerzwergkauzes (Glaucidium parkeri), des Nebelzwergkauzes (Glaucidium nubicola), des Junintapaculos (Scytalopus gettyae) sowie von Grallaria ayacuchensis, Grallaria centralis, Grallaria gravesi, Grallaria sinaensis, Scytalopus frankeae und Scytalopus whitneyi. 2010 stellte er mit Kin Lan-Han und Michael J. Braun den Gattungsnamen Gactornis für die Halsband-Nachtschwalbe auf.

## Dedikationsnamen
1997 benannten Thomas Scott Schulenberg und Niels Krabbe den Robbinstapaculo (Scytalopus robbinsi) zu Ehren von Mark Robbins.